# José Fernández Collque Inca Guarachi
Don José Fernández Collque Inca Guarachi (n. siglo XVII, m. 1734) fue un noble incaico de la época virreinal residente en el Alto Perú, quien fue mariscal, cacique, principal y gobernador de Hatun Quillacas y de Jesús de Machaca de 1681 a 1734, además de alcalde mayor de los Cuatro Suyos.